# George Nichols (Politiker)

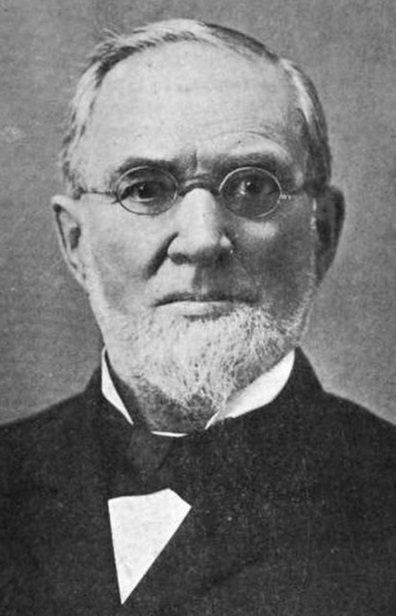
George Nichols

George Nichols (* 17. April 1827 in Northfield, Vermont; † 1912 ebenda) war ein US-amerikanischer Arzt und Politiker, der von 1865 bis 1884 Secretary of State von Vermont war. Er war von 1885 bis 1895 Präsident der Norwich University.

## Leben
George Nichols wurde als Sohn von James und Annie A. Nichols in Northfield geboren. Er besuchte die öffentlichen Schulen und das Newbury Seminar als Vorbereitung für das College, um ein Medizin-Studium zu absolvieren, jedoch war ihm dies aus finanziellen Gründen nicht möglich. Noch vor seinem fünfzehnten Geburtstag begann er als Lehrer zu arbeiten. Im Jahr 1848 wurde er durch Gouverneur Carlos Coolidge zum Staatsbibliothekar ernannt und in den Wahlen bis 1953 jeweils wiedergewählt.
Am Vermont Medical College in Woodstock studierte er dann Medizin und schloss dieses Studium im Jahr 1851 ab. Gleichzeitig kombinierte er dies mit einer Apotheke und eröffnete im Jahr 1854 den Old Corner Drugstore in Northfield. Diesen führte er bis zu dessen Verkauf im Jahr 1898.
Als Chirurg war er im American Civil War in der 13. Vermonter Freiwilligen-Infanterie bis zum Jahr 1863 eingesetzt. Von 1865 bis 1884 war er Secretary of State von Vermont. Als Mitglied der Vermonter Schwesterpartei der Republikanischen Partei war er im Jahr 1870 Mitglied und Präsident der Constitutional Convention. Als Delegierter nahm er im Jahr 1872 an der National Republican Convention teil und war ein Mitglied des National Republican Committee. Seit dem Jahr war er zudem Mitglied und Secretary des Republican State Committee. Er wurde im Jahr 1868 zum Direktor und im Jahr 1874 zum Präsidenten der Northfield National Bank gewählt. Er war Kurator der Norwich University von 1866 bis 1907, Schatzmeister von 1866 bis 1875 und Präsident der Universität von 1885 bis 1895. Nichols wurde regelmäßig in diverse öffentliche Ämter gewählt und war mit wenigen Ausnahmen seit 1854 regelmäßig der Moderator der jährlichen Stadtversammlung.
Nichols heiratete am 8. April 1852 Ellen Maria Blake. Das Paar hatte zwei Kinder, die beide im Kindesalter starben. Nichols starb im Jahr 1912 in Northfield, Vermont. Es ist nicht bekannt, wo sich sein Grab befindet.